# Plagiometriona dorsosignata
Plagiometriona dorsosignata  (лат.) — вид жуков щитоносок (Cassidini) из семейства листоедов. Эндемик Южной Америки: Бразилия (Rio de Janeiro, Sao Paulo). Форма тела уплощённая. Растительноядный вид, питается растениями семейства паслёновые (Solanaceae: Aureliana fasciculata).